# Micronycteris sanborni
Micronycteris sanborni es una especie de murciélago de la familia Phyllostomidae.

## Distribución geográfica
Se encuentra en el noreste de Brasil.